# Orongia whangamoa
Orongia whangamoa är en spindelart som beskrevs av Forster och Norman I. Platnick 1985. Orongia whangamoa ingår i släktet Orongia och familjen Orsolobidae. Inga underarter finns listade i Catalogue of Life.